# Pseudomyrophis atlanticus
Pseudomyrophis atlanticus är en fiskart som beskrevs av Blache, 1975. Pseudomyrophis atlanticus ingår i släktet Pseudomyrophis och familjen Ophichthidae. Inga underarter finns listade i Catalogue of Life.